# Huis van de familie Kong
Het huis van de familie Kong (Chinees: 孔府; Hanyu pinyin: Kǒng fǔ) was de historische residentie van de directe afstammelingen van Confucius in de stad Qufu, de geboorteplaats van Confucius in de provincie Shandong van China. De bestaande structuren dateren voornamelijk uit de Ming- en Qing-dynastieën. Vanuit het landhuis zorgde de familie voor de confucianistische locaties in Qufu en bestuurde ze ook het grootste particuliere landgoed in China. De familie Kong was verantwoordelijk voor het uitvoeren van uitgebreide religieuze ceremonies bij gelegenheden zoals aanplant, oogsten, het eren van de doden en verjaardagen. Tegenwoordig is het herenhuis een museum en maakt het deel uit van het UNESCO-werelderfgoed "Tempel en begraafplaats van Confucius en het huis van de familie Kong in Qufu".
Het herenhuis bevindt zich direct ten oosten van de Confuciustempel van Qufu waarmee het vroeger verbonden was. De indeling van het herenhuis is traditioneel Chinees en scheidt officiële ruimtes in de stijl van een Yamen aan de voorkant van het complex van de woonruimte aan de achterkant. Naast de yamen en de binnenvertrekken bevat het complex ook een oostelijke en een westelijke werkkamer en een achtertuin. Binnen deze algemene ordening wordt de ruimtelijke verdeling van het gebouw op basis van de anciënniteit, het geslacht en de status van hun bewoners weerspiegeld volgens het confucianistische principe van orde en hiërarchie: de oudste afstammeling van Confucius nam zijn intrek in het centrale van de drie hoofdgebouwen; zijn jongere broer bezette de Yi Gun-hal in het oosten. De oostelijke studeerkamer werd door de hertog van Yansheng gebruikt om officiële gasten te ontmoeten en zijn voorouders te aanbidden. De westerse studie werd door de familie gebruikt voor studie, maaltijden en het ontvangen van vrienden. In zijn huidige lay-out bestaat het herenhuis uit 152 gebouwen met 480 kamers, die een oppervlakte van 12.470 vierkante meter beslaan. Het hoogste bouwwerk is de vier verdiepingen tellende toevluchtstoren (Chinees: 避難樓; pinyin: Bìnán Lóu) dat was ontworpen als schuilplaats tijdens een aanval, maar nooit werd gebruikt. Het landhuis herbergt een archief met ongeveer 60.000 documenten met betrekking tot het leven in het landhuis over een periode van 400 jaar tijdens de Ming- en Qing-dynastieën.
Het bouwwerk, met een totale oppervlakte van 183 hectare, werden in december 1994 tijdens de 18e sessie van de Commissie voor het Werelderfgoed in Phuket erkend als UNESCO cultureel werelderfgoed en onder de titel "Tempel en begraafplaats van Confucius en het herenhuis van de familie Kong in Qufu" aan de werelderfgoedlijst toegevoegd. De tempel, de begraafplaats en het herenhuis van Confucius, de grote filosoof, politicus en opvoeder van de 6e-5e eeuw voor Christus, bevinden zich in Qufu, in de provincie Shandong. Gebouwd om hem te herdenken in 478 voor Christus, is de tempel door de eeuwen heen verwoest en gereconstrueerd; Tegenwoordig omvat het meer dan 100 gebouwen. De begraafplaats bevat het graf van Confucius en de overblijfselen van meer dan 100.000 van zijn nakomelingen. Het kleine huis van de familie Kong ontwikkelde zich tot een gigantische aristocratische residentie, waarvan er nog 152 gebouwen over zijn. Het Qufu-monumentencomplex heeft zijn uitzonderlijke artistieke en historische karakter behouden dankzij de toewijding van opeenvolgende Chinese keizers gedurende meer dan 2.000 jaar.